# Dontay Caruthers
Dontay Latrai Caruthers  (* 23. Juni 1995 in Rochester, New York) ist ein US-amerikanischer Basketballspieler.

## Karriere
Caruthers spielte bereits an seiner High School in Rochester Basketball. Er wurde zum Greater Rochester Player of the Year und ins Class A first-team All-State berufen. Nach einem Jahr am Midland Community College in Texas wechselte er für sein Sophomore-Jahr an das Indian Hills Community College, wo er verletzt das komplette Jahr aussetzte. Anschließend wechselte er an die University at Buffalo. Dort wurde er 2017 und 2019 zum Defensive Player of the Year der Mid-American Conference (MAC) und 2017 in das All-MAC Defensive Team berufen.
Nachdem er im NBA-Draft 2019 nicht ausgewählt worden war, unterzeichnete er einen Vertrag bei Grand Rapids Drive, dem Entwicklungsteam der Detroit Pistons in der G-League. Der Vertrag wurde noch vor Saisonbeginn aufgelöst. Er absolvierte daraufhin zwei Spiele für die Agua Caliente Clippers, bevor der deutsche Verein Science City Jena ihn in die zweithöchste Spielklasse ProA holte. Er erhielt bei den Saalestädtern zunächst einen Probevertrag bis zum 31. Januar 2020, der jedoch nicht verlängert wurde.

## Privates
Caruthers Cousin ist der Basketballspieler Javon McCrea, der unter anderem in Deutschland bei Medi Bayreuth und den Tigers Tübingen gespielt hat.